# Acontias lineatus
Acontias lineatus — вид сцинкоподібних ящірок родини сцинкових (Scincidae). Мешкає в Намібії і Південно-Африканської Республіки.

## Поширення і екологія
Acontias lineatus мешкають на півдні Намібії та на північному сході ПАР, в Північнокапській і Західнокапській провінціях. Вони живуть в пустелях і напівпустелях, сухих чагарникових заростях і саванах, в піщаному ґрунті. Зустрічаються на висоті до 1200 м над рівнем моря.